# Yugoslavia en la Copa Mundial de Fútbol de 1958
La selección de Yugoslavia en la Copa Mundial de Fútbol de 1958, fue uno de los 16 países participantes de la Copa Mundial de Fútbol de 1958, realizada en Suecia. El seleccionado yugoslavo clasificó al torneo gracias a que obtuvo el primer lugar del séptimo grupo de la eliminatoria de la UEFA, por delante de Rumania y Grecia.

## Clasificación

### Grupo 7
| Pos. | Equipo     | Pts. | PJ | G | E | P | GF | GC | Dif. | Clasificación           |     | YUG | ROU | GRE |
| ---- | ---------- | ---- | -- | - | - | - | -- | -- | ---- | ----------------------- | --- | --- | --- | --- |
| 1    | Yugoslavia | 8    | 4  | 2 | 2 | 0 | 7  | 2  | +5   | Clasifica a Suecia 1958 |     | —   | 2–0 | 4–1 |
| 2    | Rumania    | 7    | 4  | 2 | 1 | 1 | 6  | 4  | +2   |                         |     | 1–1 | —   | 3–0 |
| 3    | Grecia     | 1    | 4  | 0 | 1 | 3 | 2  | 9  | −7   |                         | 0–0 | 1–2 | —   |     |

 Fuente: 

## Futbolistas
Lista de 22 jugadores convocados para el torneo:
| #          | Posición            | Nombre               | Fecha de nacimiento    | P. Sel. | Club                      |
| ---------- | ------------------- | -------------------- | ---------------------- | ------- | ------------------------- |
| 1          | Portero             | Vladimir Beara       | 2 de noviembre de 1928 | -       | Estrella Roja de Belgrado |
| 2          | Portero             | Srboljub Krivokuca   | 14 de marzo de 1928    | -       | Estrella Roja de Belgrado |
| 3          | Defensa             | Vasilije Šijaković   | 2 de agosto de 1929    | -       | OFK Belgrado              |
| 4          | Defensa             | Tomislav Crnković    | 17 de junio de 1929    | -       | GNK Dinamo Zagreb         |
| 5          | Defensa             | Novak Tomić          | 7 de enero de 1936     | -       | Estrella Roja de Belgrado |
| 6          | Centrocampista      | Branko Zebec         | 17 de mayo de 1929     | -       | Partizan Belgrado         |
| 7          | Delantero           | Miloš Milutinović    | 5 de febrero de 1933   | -       | Partizan Belgrado         |
| 8          | Defensa             | Dobrosav Krstić      | 5 de febrero de 1932   | -       | Vojvodina Novi Sad        |
| 9          | Centrocampista      | Vujadin Boškov       | 16 de mayo de 1931     | -       | Vojvodina Novi Sad        |
| 10         | Centrocampista      | Ivan Šantek          | 23 de abril de 1932    | -       | GNK Dinamo Zagreb         |
| 11         | Centrocampista      | Vladimir Popović     | 17 de marzo de 1935    | -       | Estrella Roja de Belgrado |
| 12         | Delantero           | Aleksandar Petaković | 6 de agosto de 1932    | -       | FK Radnički Belgrado      |
| 13         | Delantero           | Todor Veselinović    | 22 de octubre de 1930  | -       | Vojvodina Novi Sad        |
| 14         | Delantero           | Milorad Milutinović  | 10 de marzo de 1935    | -       | Partizan Belgrado         |
| 15         | Delantero           | Dragoslav Šekularac  | 8 de noviembre de 1937 | -       | Estrella Roja de Belgrado |
| 16         | Delantero           | Ilijas Pašić         | 10 de mayo de 1934     | -       | Željezničar Sarajevo      |
| 17         | Delantero           | Zdravko Rajkov       | 5 de diciembre de 1927 | -       | Vojvodina Novi Sad        |
| 18         | Delantero           | Luka Lipošinović     | 12 de mayo de 1932     | -       | GNK Dinamo Zagreb         |
| 19         | Delantero           | Radivoje Ognjanović  | 1 de julio de 1933     | -       | FK Radnički Belgrado      |
| 20         | Portero             | Gordan Irović        | 2 de julio de 1934     | -       | GNK Dinamo Zagreb         |
| 21         | Defensa             | Nikola Radović       | 20 de octubre de 1932  | -       | Estrella Roja de Belgrado |
| 22         | Delantero           | Dražan Jerković      | 6 de agosto de 1936    | -       | GNK Dinamo Zagreb         |
| Entrenador | Aleksandar Tirnanić | Aleksandar Tirnanić  |                        |         |                           |

## Participación

### Primera fase

#### Grupo B
| Equipo     | Pts | PJ | PG | PE | PP | GF | GC | Dif |
| ---------- | --- | -- | -- | -- | -- | -- | -- | --- |
| Francia    | 4   | 3  | 2  | 0  | 1  | 11 | 7  | 4   |
| Yugoslavia | 4   | 3  | 1  | 2  | 0  | 7  | 6  | 1   |
| Paraguay   | 3   | 3  | 1  | 1  | 1  | 9  | 12 | -3  |
| Escocia    | 1   | 3  | 0  | 1  | 2  | 4  | 6  | -2  |

| 8 de junio de 1958, 19:00 | Yugoslavia   | 1:1 (1:0) | Escocia    | Estadio Arosvallen, Västerås                                       |                                                                    |
|                           | Petaković 6' | Reporte   | Murray 49' | Asistencia: 9.500 espectadores Árbitro(s): Raymon Wyssling (Suiza) | Asistencia: 9.500 espectadores Árbitro(s): Raymon Wyssling (Suiza) |

| 11 de junio de 1958, 19:00 | Yugoslavia                           | 3:2 (1:1) | Francia          | Estadio Arosvallen, Västerås                                           |                                                                        |
|                            | Petaković 16' · Veselinović 63', 88' | Reporte   | Fontaine 4', 85' | Asistencia: 12.000 espectadores Árbitro(s): Benjamin Griffiths (Gales) | Asistencia: 12.000 espectadores Árbitro(s): Benjamin Griffiths (Gales) |

| 15 de junio de 1958, 19:00 | Paraguay                             | 3:3 (1:2) | Yugoslavia                                    | Tunavallen, Eskilstuna                                                    |                                                                           |
|                            | Parodi 20' · Agüero 49' · Romero 80' | Reporte   | Ognjanović 12' · Veselinović 29' · Rajkov 73' | Asistencia: 12.000 espectadores Árbitro(s): Martin Macko (Checoslovaquia) | Asistencia: 12.000 espectadores Árbitro(s): Martin Macko (Checoslovaquia) |

### Cuartos de final
| 19 de junio de 1958, 19:00 | Alemania Federal | 1:0 (1:0) | Yugoslavia | Estadio de Malmö, Malmö                                     |                                                             |
|                            | Rahn 12'         | Reporte   |            | Asistencia: 20.055 espectadores Árbitro(s): Raymon Wyssling | Asistencia: 20.055 espectadores Árbitro(s): Raymon Wyssling |